# Laurel (Florida)
Laurel ist  ein census-designated place (CDP) im Sarasota County im US-Bundesstaat Florida. Das U.S. Census Bureau hat bei der Volkszählung 2020 eine Einwohnerzahl von 12.186 ermittelt. 

## Geographie
Laurel grenzt im Westen an den Gulf Intracoastal Waterway, im Süden direkt an die Stadt Venice und liegt rund 20 km südlich von Sarasota sowie etwa 100 km südlich von Tampa. Der CDP wird vom Tamiami Trail (U.S. 41) sowie von der Florida State Road 681 durchquert.

## Demographische Daten
Laut der Volkszählung 2010 verteilten sich die damaligen 8171 Einwohner auf 5578 Haushalte. Die Bevölkerungsdichte lag bei 619 Einw./km². 94,3 % der Bevölkerung bezeichneten sich als Weiße, 2,2 % als Afroamerikaner, 0,2 % als Indianer und 1,1 % als Asian Americans. 0,5 % gaben die Angehörigkeit zu einer anderen Ethnie und 1,6 % zu mehreren Ethnien an. 2,4 % der Bevölkerung bestand aus Hispanics oder Latinos.
Im Jahr 2010 lebten in 14,8 % aller Haushalte Kinder unter 18 Jahren sowie 50,7 % aller Haushalte Personen mit mindestens 65 Jahren. 58,8 % der Haushalte waren Familienhaushalte (bestehend aus verheirateten Paaren mit oder ohne Nachkommen bzw. einem Elternteil mit Nachkomme). Die durchschnittliche Größe eines Haushalts lag bei 1,96 Personen und die durchschnittliche Familiengröße bei 2,46 Personen.
13,5 % der Bevölkerung waren jünger als 20 Jahre, 11,1 % waren 20 bis 39 Jahre alt, 28,6 % waren 40 bis 59 Jahre alt und 46,8 % waren mindestens 60 Jahre alt. Das mittlere Alter betrug 58 Jahre. 48,5 % der Bevölkerung waren männlich und 51,5 % weiblich.
Das durchschnittliche Jahreseinkommen lag bei 50.822 $, dabei lebten 6,4 % der Bevölkerung unter der Armutsgrenze.
Im Jahr 2000 war Englisch die Muttersprache von 96,12 % der Bevölkerung, Spanisch sprachen 1,57 % und 2,39 % hatten eine andere Muttersprache.

## Sehenswürdigkeiten
Am 8. Oktober 1997 wurde die Johnson Chapel Missionary Baptist Church in das National Register of Historic Places eingetragen.